# 西山豊

[http://yutaka-nishiyama.sakura.ne.jp/index.html 西山 豊、ホームページ

西山 豊（にしやま ゆたか、1948年 - ）は、日本の数学者、応用数学者。大阪経済大学名誉教授。ブーメランの研究と普及をライフワークのひとつにしている。滋賀県出身。

## 来歴
1967年 滋賀県立膳所高等学校を卒業、1971年 京都大学理学部数学科を卒業。1971年-1985年 日本アイ・ビー・エム にてシステムエンジニアとして勤務。1985年 大阪経済大学に情報処理概論の経営学部講師として転任、1995年同経営情報学部教授。2005年-2006年 ケンブリッジ大学客員研究員、ミレニアム数学プロジェクトに参加する。2012年 大阪経済大学情報社会学部教授、2019年 大阪経済大学名誉教授。

## 人物
- 「生活の中の数理」が研究テーマで、卵はなぜ卵形をしているのか、扇風機はなぜ逆に回って見えるのか、階段のスイッチはどうして1階でも2階でも点滅できるのか等、身の回りの不思議を探求した記事を『数学セミナー』（日本評論社）等に発表している。また、NHKの「チコちゃんに叱られる!」にも出演し、「鉛筆はなぜ六角形なの？」（2018年11月30日）、「ニワトリのたまごはなぜこの形？」（2019年5月31日）、「指ハブが抜けない理由」（2020年9月11日）などを自身が研究した数式をもとに解説した。
- 予測式電子体温計（1987年当時）は欠陥商品であることを指摘し[1]、計量法改正（1992年）で意見を述べている[2]。
- ヒトデの腕はなぜ5本か、花びらはなぜ5枚が多いのか、ヒトの指はなぜ5本かを探求した、自然界にひそむ｢5｣に関する研究がある[3]。
- 数学では、不動点の作図に関する「西山の定理」がある[4]。
- ヘキサフレクサゴン（英語版）（折り紙六角形）に関する研究があり[5]、19面折りの型紙と折り方を考案している[6]。
- ブーメランの研究は、ライフワークのひとつであり、紙製ブーメランの解説書を世界70言語に翻訳して普及活動に勤めている[7]。ロシア語の子供向け科学雑誌 Kvantik の2014年12月号に、紙ブーメランの記事が掲載される[8]。
- 公開特許として「戻ってくる紙製ブーメラン」がある[9]。
- 2005年のケンブリッジ留学は、DAMTP[10]（応用数学と理論物理学の学部）で、研究室はスティーヴン・ホーキング博士と同じ研究棟にあった。室内で正確に戻る「紙製ブーメラン」をホーキング博士に手渡す。
- 同、ケンブリッジ留学中に、オンライン雑誌プラス[11]に「不思議な数6174」を英訳して投稿したところ、それが掲載され[12]、世界中の読者が、その英語記事を母国語に翻訳して読んでいる。また、留学中にイギリスでSudoku（数独）がブームになっていることを知り、帰国後その様子を伝える[13]｡
- 二千円紙幣が普及しない理由は、東西における奇数の文化と偶数の文化の違いにあるのではと考えている[14]。
- 面白い確率の話題（ペニーのゲーム）[15]や、単位分数の和を用いた興味あるパズル[16]をケンブリッジのPlus Magazineに紹介している。
- 『数学セミナー』の「エレガントな解答をもとむ」欄に出題している[17]。最近の出題に三角形三色問題がある。
- 日本科学者会議のeマガジンに「ブーメランで世界平和を」[18]がある（2012年8月）。
- 『理系への数学』に数学コラムを執筆している[19]。
- 『数学を楽しむ』（現代数学社）ISBN 476870381X の30の記事を英訳し、"The Mysterious Number 6174: One of 30 Mathematical Topics in Daily Life" ISBN 4768761747 というタイトルで出版した（2013年7月25日）。この本は世界大学ランキングトップ200のうち、オックスフォードなど139の大学図書館で蔵書登録されている（2018年3月6日現在）[20]。
- 組体操・人間ピラミッドの巨大化にともなう重大事故に警鐘をならすため[21]、数学の立場からコメントしている[22]（2015年9月）。また、組体操の事故件数を都道府県別に分析すると、地域によって極端な差があることを示している[23]。以上をまとめた論説 [24]。
- 笹子トンネル天井板落下事故について、天井板のトンネル全体にわたる連結構造が大惨事をまねいたとして、設計ミスを指摘している[25][26]。また、車両の天井板接触事故（2005年、2008年、2012年）が天井板崩落の引き金になったのではないかとしている[27][28]。笹子トンネルの内空計測を踏まえて、大月側Ｌ断面内の非常駐車帯（A-3）の設計と施工が、崩落に大きな関係があるのではとしている[26]。
- 組体操に関する論考 "西山豊「2016年広島移動ピラミッド死亡事故を検証する」『大阪経大論集』第69巻第5号、大阪経大学会、2019年1月、1頁、doi:10.24644/keidaironshu.69.5_1、ISSN 0474-7909、NAID 130007614413、2021年11月29日閲覧。" が掲載される（2019年1月）。
- BBC放送のスペイン語版で「不思議な数6174」が紹介されると[29]、多くの母国語に翻訳され[30]、Youtube動画配信[31]など、6174が世界中で話題となる（2019年8月25日）。
- 西山豊 10 Articles をまとめる。今まで発表した記事の中から独創性の高いものを10本選び、英語文のリンクも貼り付けた[32]（2021年6月27日）。
- arXiv（米コーネル大）に「ベンハムのコマに関する動的干渉モデル」（英語論文）[33]を投稿する（2023年1月25日）。
- NHKの番組「ヒューマニエンス」（2022年11月15日放送）に対して、意見書[34]を提出する（2023年10月26日）。
- 1870年より謎とされているヘルマン格子錯視について、盲点（視神経乳頭）による新しい仮説[35][36]を唱える（2024年9月）。

## 著書
- 『卵はなぜ卵形か―生活の中に数理を見る』日本評論社、1986年
- 『くらしのアルゴリズム―情報処理の周辺』ナカニシヤ出版、1989年
- 『サイエンスの香り―生活の中の数理』日本評論社、1991年
- 『電子体温計の研究―微熱や低体温で悩むあなたに』法律文化社、1993年
- 『人とヒトデとサッカーボール―生活の中の数理を解く』三省堂、1993年
- 『ブーメランはなぜ戻ってくるのか』ネスコ（文藝春秋）、1994年
- 『自然界にひそむ「5」の謎』筑摩書房、1999年、ISBN 4-480-04234-2
- 『数学を楽しむ』現代数学社、2007年、ISBN 978-4-7687-0381-6
- The Mysterious Number 6174: One of 30 Mathematical Topics in Daily Life, Gendai Sugakusha, July 2013, ISBN 978-4-7687-6174-8
- 『エレガントな解答をもとむ 名作セレクション 2000-2020』（共同執筆）日本評論社、2022年、ISBN 978-4-5357-8976-0
- 『森羅万象を数学で―幾何学から日常の不思議へ』現代数学社、2025年5月、ISBN 978-4-7687-0664-0

## 所属学会
- 日本数学協会（理事）
- 形の文化会（理事）

## その他
- 日本ブーメラン協会名誉理事
- 数学教育協議会